# Lila Downs
Lila Downs (født Anna Lila Downs Sanchez 9. september 1968 i Tlaxiaco, Oaxaca) er en mexicansk sanger og sangskriver, der synger på flere sprog, især spansk og engelsk.
Hendes musikalske stil inkorporerer mexicanske folkemusikalske traditioner og indflydelser fra Mexicos oprindelige folk.

## Album
- Ofrenda (1994)
- Azulāo: En Vivo (1996)
- Trazos (1999)
- La Sandunga (Narada, EMI, 1999)
- Árbol de La Vida (Narada, EMI, 2000)
- La Línea (EMI/Virgin Records, 2001)
- One Blood (EMI, 2004)
- La Cantina (EMI, Narada, 2006)
- El Alma de Lila Downs (EMI, Manhattan Records 2007)
- Ojo de Culebra (EMI, 2008)
- En París (EMI, World Village Music 2010)
- Pecados y Milagros (Sony Music, Columbia Records 2011)